# Triangolo carotideo
Il triangolo carotideo rappresenta una regione laterale del collo a forma di triangolo ad apice inferiore, che rappresenta il punto di repere superficiale della divisione della arteria carotide comune. 
Esso è delimitato:
- antero-inferiormente: ventre superiore muscolo omoioideo,
- posteriormente: margine anteriore muscolo sternocleidomastoideo,
- superiormente: muscolo digastrico.

Il suo pavimento è formato dai muscoli tiroioideo, ioglosso e costrittore  medio ed inferiore della faringe. Esso contiene le arterie tiroidea superiore, linguale, facciale, occipitale e faringea ascendente, rami della carotide esterna e le vene corrispondenti. In questa regione si può anche reperire l'ansa dell'ipoglosso.